# Peperomia riedeliana
Peperomia riedeliana là một loài thực vật có hoa trong họ Hồ tiêu. Loài này được Regel miêu tả khoa học đầu tiên năm 1858.